# Kaltgangeinhausung

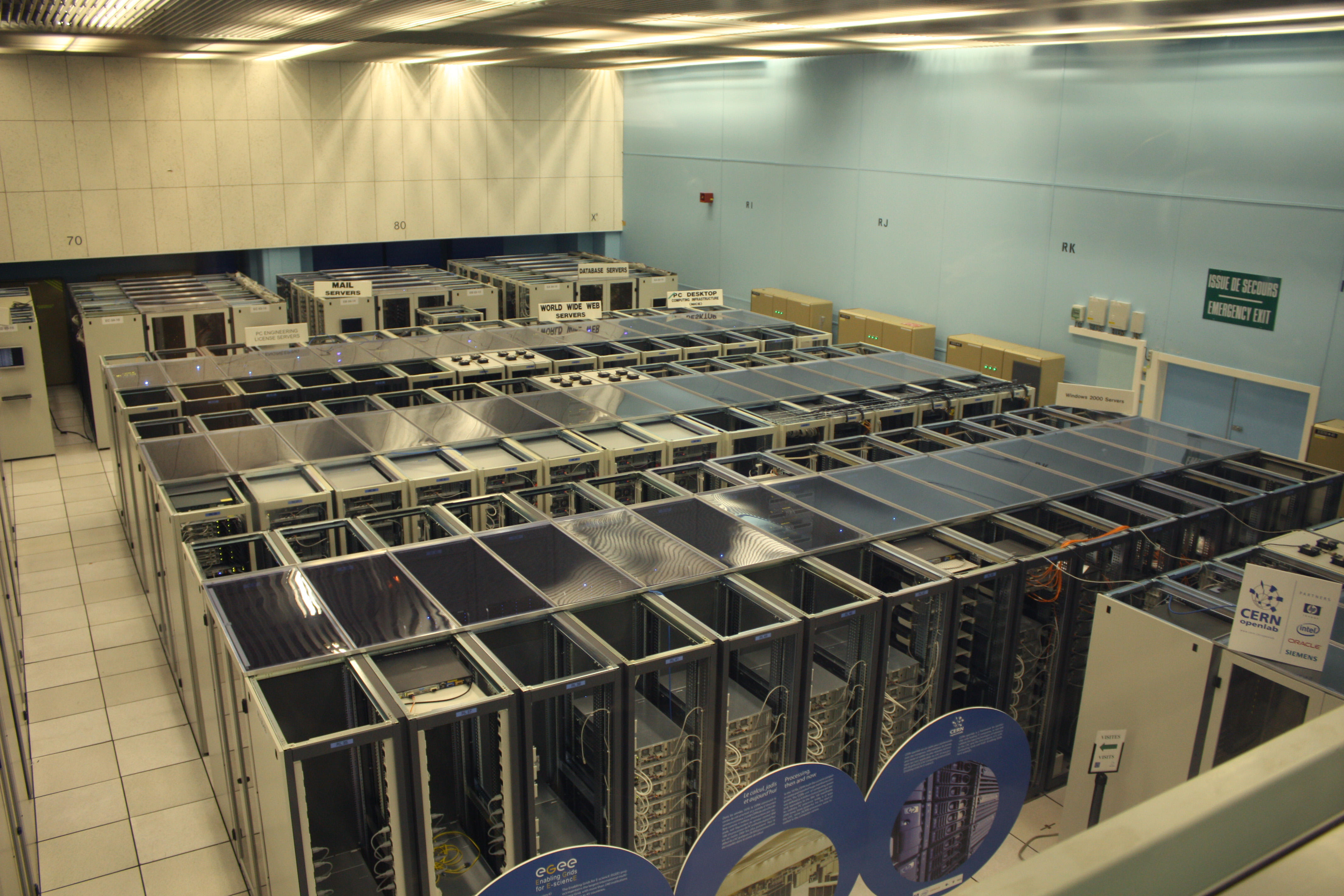
Rechenzentrum mit Kaltgangeinhausung

Unter Kaltgangeinhausung (auch Cold Aisle Containment) wird eine Maßnahme im Rechenzentrum zur Optimierung der Kühlung im Sinne der Green IT verstanden, die durch eine strikte Trennung der Warmluft- von den Kaltluftbereichen erreicht wird. Diese Abscheidung des Kaltgangs vom Warmgang wird über eine komplette Einhausung der den Kaltgang säumenden Racks mit Aluminiumprofilen, festen Decken- und Wandplatten realisiert. Alternativ lässt sich ebenso ein aus Kunststoff bestehender Vorhang über den Kaltgang aufziehen.
Informationen zur Relevanz einer Kaltgangeinhausung finden sich in den Leitlinien für energieeffiziente Rechenzentren der BITKOM und den 11 Best Practices für eine Kühlungsoptimierung im Datacenter von Gartner Inc.

## Problemstellung

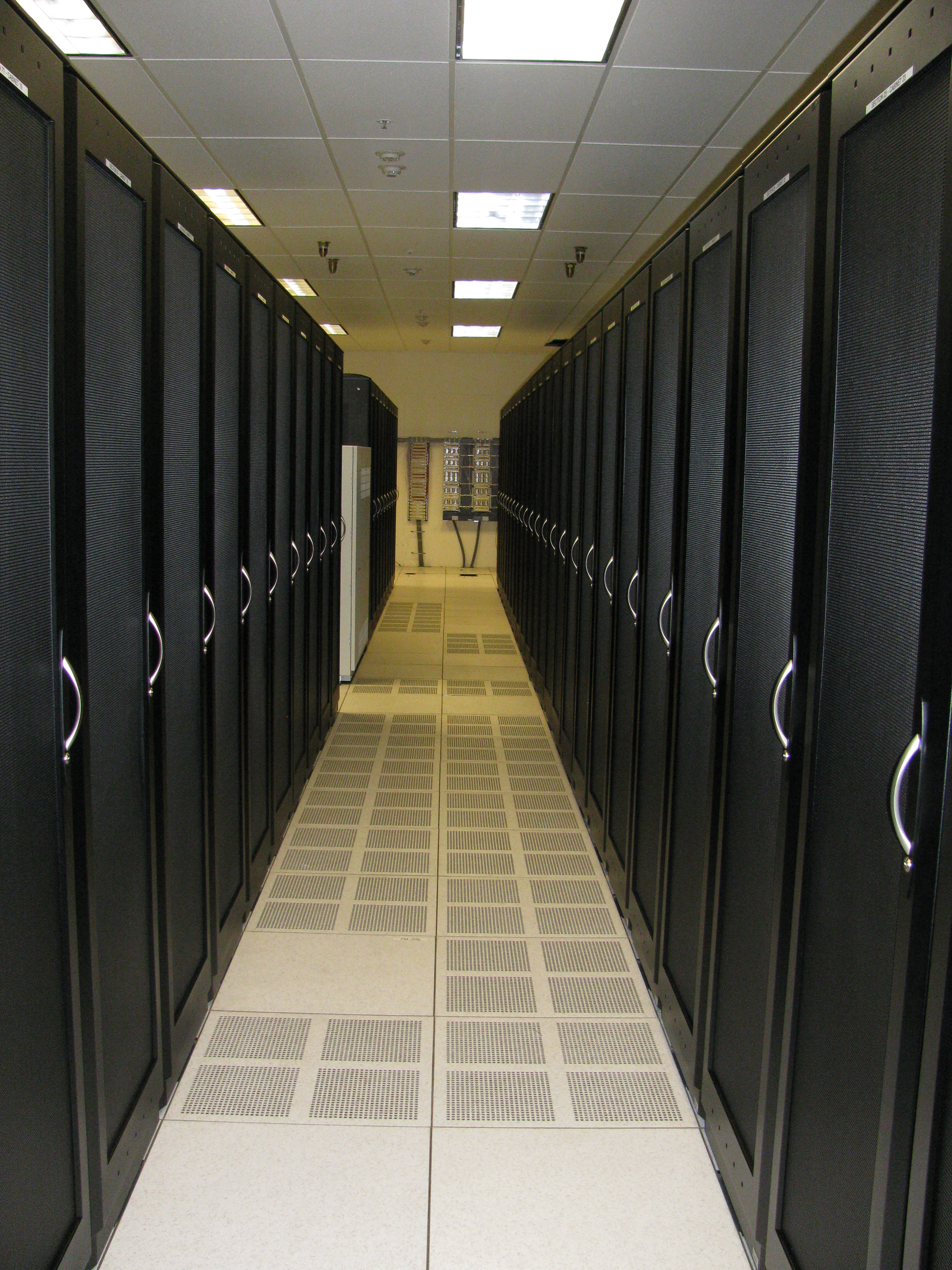
Kaltgang mit einander gegenüberliegenden Rackfronten und Kaltluftzufuhr durch die Bodenplatten, aber ohne Einhausung

Die Rackreihen in heutigen Rechenzentren sind zumeist nach dem Prinzip Kalt- und Warmgang angeordnet, d. h. die Rackfronten stehen sich in einer Gasse direkt gegenüber, während die Rückseiten der Racks einen parallelen Gang dazu bilden.
Die durch die Kühlanlagen, wie z. B. „Computer Room Air-conditioning-Units“ (CRAC-units), erzeugte Kühlluft wird in der Regel durch den Doppelboden unterhalb der Räume zu den Austritten vor den Rackfronten geleitet. Dieser Bereich wird als Kaltgang bezeichnet. Die kühle Luft wird dabei mit einer Erzeugungstemperatur von unter 18 °C mit einem hohen Volumenstrom zugeführt. Durch Wärmequellen und Hindernisse im Doppelboden, wie etwa Kabelbündel oder Rohrleitungen, wird durch Wärmefluss und Strömungsreibung die Kühlluft auf ca. 20 bis 22 °C erwärmt, bis diese an den Austritten vor den Racks in den eigentlichen Kaltgang einströmt.
Die Hardware in den unteren Rackregionen ist dabei mit bis zu 22 °C ausreichend gekühlt. Die Hardware saugt die aufsteigende Kühlluft an und gibt diese als warme Luft an der Rackrückseite in die als Warmgang bezeichnete Gasse ab.
Es entsteht eine formale thermische Trennung zwischen dem kalten und warmen Bereich, die verhindern soll, dass die abgegebene Warmluft erneut von der Hardware angesaugt wird und sich auf diese Weise „Wärmenester“ bzw. „Hot Spots“ bilden, die zu einer Überhitzung der Hardware und damit einhergehenden Systemstörungen oder gar Ausfällen führen können.
Durch rückstromende Warmluft vom Warmgang in den Kaltgang, die sich mit der Kühlluft vor allem in den oberen Bereichen vermischt, entstehen dort jedoch Temperaturen von 30 Grad oder mehr.

## Aufbau
Derzeit gibt es zwei Möglichkeiten, eine Einhausung des Kaltgangs vorzunehmen: Bei einer kompletten baulichen Einhausung werden die offenen Rackreihen durch Seiten- und Deckenwände geschlossen, die fest an den Rackprofilen oder über zusätzliche Träger montiert sind. Da ein Zugang zu den Racks gegeben sein sollte, werden am Anfang und Ende der Rackgasse in der Regel Türen in die Wände eingesetzt. Das eingesetzte Material muss über entsprechende Zertifizierungen verfügen, damit keine zusätzliche Brandgefahr im Rechenzentrum entsteht. 
Eine Kaltgangeinhausung kann ebenfalls über brandschutzzertifizierte Kunststoffvorhänge vorgenommen werden, die über eine Befestigungsmimik an den Decken, Wänden oder Profilen der Racks befestigt werden.
Da die komplette bauliche Einhausung eine höhere Investition erfordert, stellt sich der Return on Investment erst später ein als bei der vergleichsweise günstigen durch Vorhänge realisierten Variante.
Der Wirkungsgrad beider Varianten ist nahezu identisch. Messungen haben ergeben, dass bei konstanter Kühlleistung der Unterschied zwischen den Temperaturen im Warm- und Kaltgang zwischen 10 und 15 Grad Celsius liegt.
Da auch nicht belegte Höheneinheiten in den einzelnen Racks für die warme Luft einen Weg bieten, in den Kaltraumbereich zu strömen, empfiehlt es sich, diesen freien Raum durch Dichtungsbleche oder Blindblenden (engl.: blanking panels) aus Kunststoff luftsicher zu versiegeln. Wird diese zusätzliche Abdichtung nicht vorgenommen, kann es laut Gartner Inc. zu einer Erhöhung der Temperatur im Kaltgang um bis zu 5,6 °C kommen.

## Funktionen
Durch die Kaltgangeinhausung wird verhindert, dass die abgegebene Warmluft über Zwischenräume oder durch Aufsteigen über den Rackschrank in den gekühlten Bereich zurückströmt. Diese Zirkulation kann zu einer thermischen Rückkopplung führen, die die Temperatur im kalten Gang sukzessive ansteigen lässt. Dieser Temperaturanstieg kann durch eine Erhöhung der Leistung der Kühlanlagen kompensiert werden, wodurch jedoch der Energieverbrauch stark zunimmt.
Gemäß der Expertise der BITKOM wurde festgestellt, dass jede Absenkung der Umgebungstemperatur um ein Grad im Bereich zwischen 22 und 27 °C (der sogenannten Wohlfühltemperatur für Hardware in Rechenzentren) eine erhöhte Kühlleistung der Kühlsysteme von bis zu fünf Prozent erfordert. Umgekehrt heißt dies aber auch, dass durch rein mechanische Maßnahmen, die zu einer Absenkung der Temperatur führen, die Kühlleistung der Anlagen entsprechend gesenkt werden kann.
Gemäß den Empfehlungen der ASHRAE (American Society of Heating, Refrigerating and Air-Conditioning Engineers) kann die Temperatur im kalten Gang bei einer Kaltgangeinhausung auf einen Wert zwischen 20 und 25 °C erhöht werden.
Gemäß einer Untersuchung durch das Bundesministerium für Umwelt, Naturschutz und Reaktorsicherheit sowie das Borderstep Institut kann, je nach Größe und räumlichen Gegebenheiten, die Kühlleistung der Anlagen um bis zu 35 % reduziert werden.